# Wesley Tú
Wesley Nunes da Silva, mais conhecido como Wesley Tú (São Paulo, 10 de dezembro de 1989) é um jogador de futebol de salão brasileiro, que atua como ala direito. Atualmente joga pela equipe do Sindpd de São Paulo.

## Biografia

### Carreira
Habilidade e ousadia fez de Wesley Tú campeão várias vezes em competições amadoras do futsal paulista. Ganhou vários prêmios individuais como jogador, defendendo equipes da Zona Leste de São Paulo. Conhecido nos bairros de Burgo Paulista, Vila Maria (Zona Norte), Vila Formosa, Penha, Itaquera e outros, simplesmente por Tú; teve sua grande oportunidade quando se tornou bicampeão paulista de futebol de salão, defendendo a equipe do Sindpd. Imediatamente seu talento foi reconhecido pelo técnico Daniel Castilho, convocando-o para a Seleção Brasileira de Futebol de Salão (CNFS) aos 23 anos de idade.

### Seleção brasileira
Em 2013, convocado para a Seleção Brasileira de Futsal, conquistou o título mais importante de sua carreira, a medalha de bronze nos Jogos Mundiais, na cidade de Guadalajara de Buga na Colômbia,

#### Vítima de racismo
Assim como o brasileiro Daniel Alves do Barcelona que foi vítima de atos racistas na Europa, em partida contra o Real Madrid; identicamente Wesley Tú foi molestado na partida entre as seleções do Brasil e da Colômbia, nos Jogos Mundiais de 2013, por cerca de três mil torcedores, gerando protestos dos jogadores brasileiros, da Confederação Nacional de Futebol de Salão e da Embaixada do Brasil em Bogotá.

## Conquistas

### Títulos
Sindpd

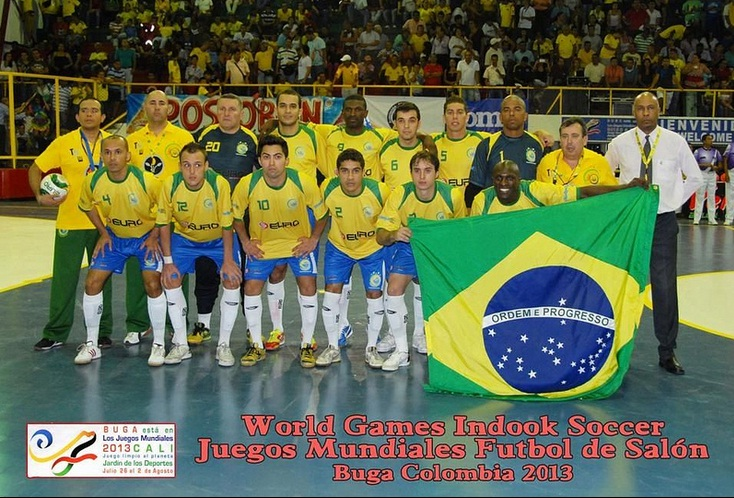
Seleção Brasileira de Futebol de Salão - Medalha de bronze nos Jogos Mundiais em 2013.

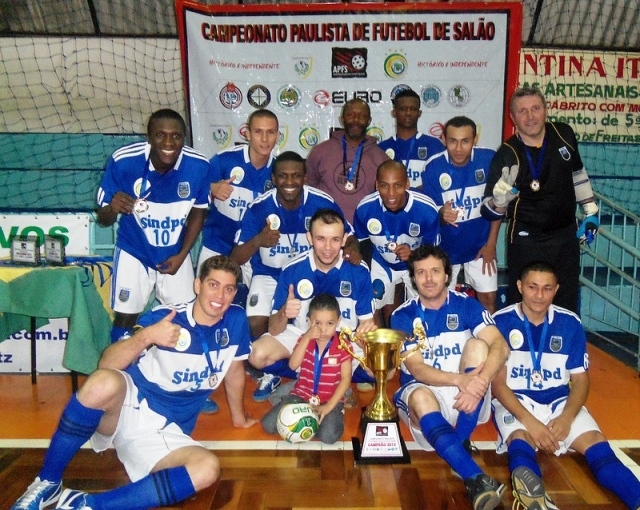
Tú, bicampeã paulista em 2013, com a equipe principal masculino do Sindpd.

- Campeonato Paulista de Futebol de Salão - principal: 2012[6] e 2013
- Copa Kaizen de Futebol de Salão - principal: 2012[7]

Seleção Brasileira
- IX Jogos Mundiais/The World Games : Cali - 2013.  - Medalha de bronze